# Silvana Koch-Mehrin
Esther Silvana Koch-Mehrin (Wuppertal, 17 de novembro de 1970) é uma política alemã.
É membro do Parlamento Europeu, filiada ao Partido Democrático Liberal (FDP). Até maio de 2011 foi vice-presidente da Aliança dos Democratas e Liberais pela Europa. Ela é membro da Comissão de Orçamento do Parlamento Europeu, e também membro substituto da Comissão de Controle Orçamentário e membro da delegação para relações com os países do Magrebe e União do Magrebe Árabe.
Durante a campanha eletiva para o Parlamento Europeu em 2009, o jornal alemão Frankfurter Allgemeine Zeitung (FAZ) criticou Koch-Mehrin por participar de apenas 39% dos debates parlamentares, sem contar sua licença maternidade. Ela retrucou com uma declaração estatutária de que havia participado de 75% dos debates. O Parlamento Europeu publicou então o número correto de 62%, considerando sua licença maternidade. Como uma declaração estatutária errada é um ato criminal, a administração do Parlamento Europeu revisou as listas de frequência fornecidas por Koch-Mehrin. Seu partido pediu uma liminar contra o FAZ, mas retirou-a logo em seguida.
Foi eleita em 2009 vice-presidente do Parlamento Europeu, com número baixo de votos.
Assim como ocorreu no caso da tese de doutorado de Karl-Theodor zu Guttenberg, a tese de Koch-Mehrin, defendida em 2001 com o título 'Historical Currency Unions between Economy and Politics', foi analisada usando o esforço crowdsourcing, sendo ela acusada de plágio. Como consequência, em 11 de maio de 2011 ela renunciou ao cargo de presidente do FDP no Parlamento Europeu e de vice-presidente do Parlamento Europeu, alegando querer encerrar a crise que o inquérito trouxe à sua família. Ela permanece membro do Parlamento Europeu, e continuou a usar o título de doutor. Em 15 de junho de 2011 a Universidade de Heidelberg rescindiu oficialmente seu título de doutorado, devido a plágio descarado.